# La Gabaldonera
La Gabaldonera, también conocida como el levantamiento del general Gabaldón, fue un levantamiento militar en Venezuela en contra del dictador Juan Vicente Gómez.

## Levantamiento
El levantamiento inició el 28 de abril de 1929, cuando el general José Rafael Gabaldón, quien había sido presidente del estado Portuguesa desde 1909 hasta romper con del gobierno de Juan Vicente Gómez, salió de su hacienda Santo Cristo, en Portuguesa, con treinta hombres en contra del régimen gomecista. Durante el alzamiento Gabaldón ocupó los pueblos de Boconó (estado Trujillo), Guanare (estado Portuguesa), El Tocuyo (estado Lara) y Biscucuy (Portuguesa). La campaña se extendió hasta el 24 de junio, cuando Gabaldón fue apresado.

## Desenlace
Gabaldón fue enviado a la prisión de Las Tres Torres, en Barquisimeto, y posteriormente al Castillo Libertador en Puerto Cabello, donde permaneció hasta la muerte de Vicente Gómez en 1935. El 19 de noviembre de 1929 el gobierno gomecista liberó a los estudiantes detenidos a raíz del alzamiento y de la expedición del Falke en agosto de Román Delgado Chalbaud, incluyendo a Luis Hernández Solís, Rómulo Betancourt, Jóvito Villalba y a Ernesto Silva Tellería.